# Noguera dels jardins del mil·lenari (El Masnou)

## Descripció
Arbre caducifoli, monoic, plantat en aïllat, de port corpulent. Mesura entre 13 i 14 metres d'alçada, per 1,35 cm de volt de canó i 1,50 centímetres de volt de soca. L'escorça es troba molt clivellada, de color esblanqueïda, llisa. Les branques joves tenen gran quantitat de nusos.
La noguera perd les seves fulles a l'hivern i durant la primavera tornen a sortir juntament amb les flors, que poen ser masculines i femenines. Aquestes tenen un pecíol llarg, amb una fullola a la punta i dues a tres parelles de costats. Quan surten tenen un color vermellós, que en madurar canvia a verd. El fruit és una drupa, en grups de 1 a 4 de color verd, que s'ennegreix i s'esquerda quan la nou que es troba al seu interior arriba a la maduresa. Aquesta coberta dura s'obra en dues parts, a l'interior de la qual hi ha una llavor rica en olis.

## Història
És apreciada per les seves propietats curatives tant a nivell d'ús intern (diarrea, hipotiroïdisme, tenia o l'excés de suor) com extern (propietats astringents, antifúngiques i antisèptiques). La noguerina, és utilitzada també en tints per al cabell i en la indústria de la cosmètica.
Per altra banda, la fusta de la noguera és potser la més apreciada i preuada de les fustes del continent europeu. Molt utilitzada en ebenisteria, se'n fan objectes com culates per escopetes i pianos. La llenya i el carbó també són molt apreciats.
El seu fruit, la nou és una font de vitamina E i calci.